# سلو

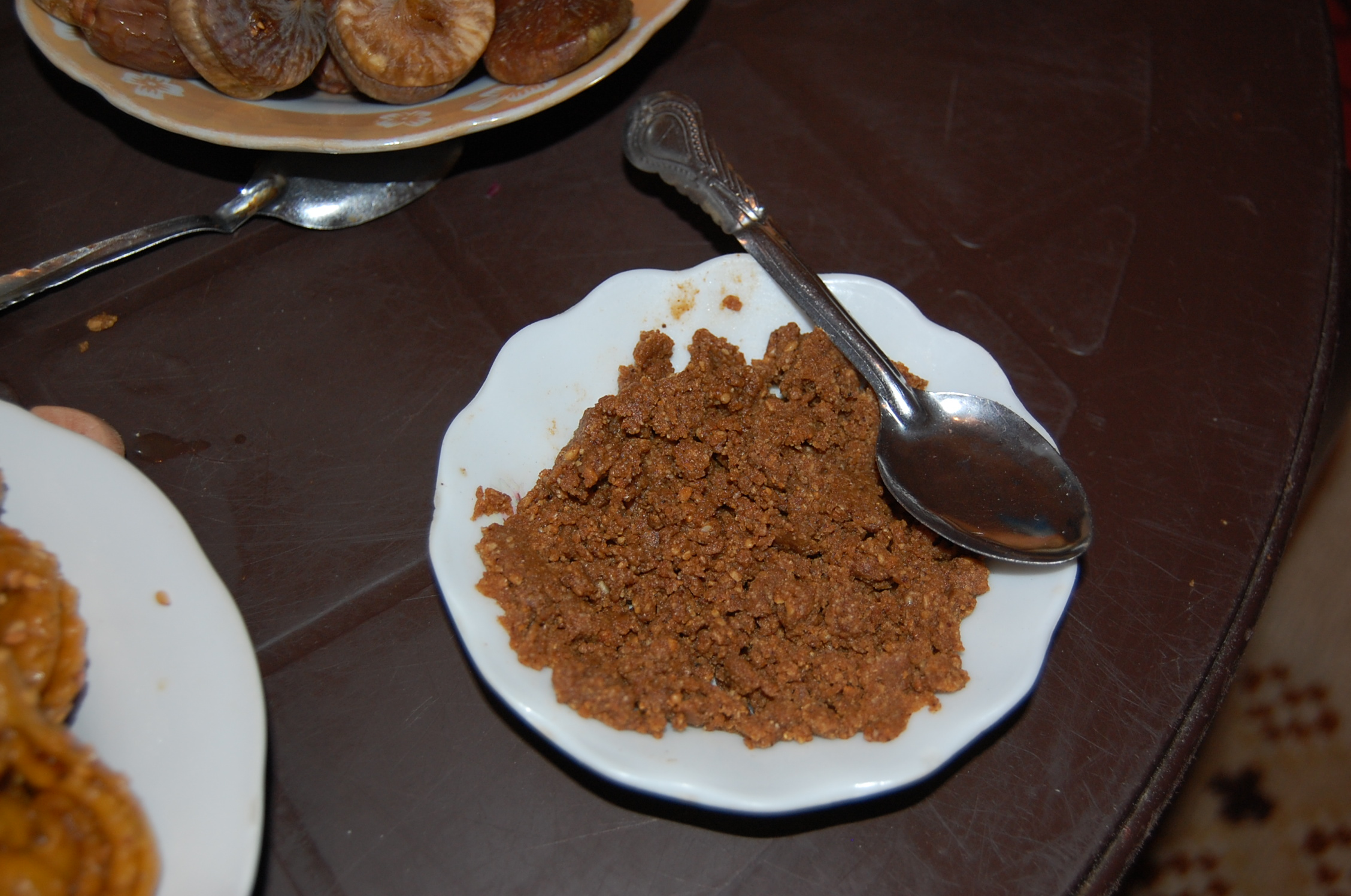
طبق سلو بسيط

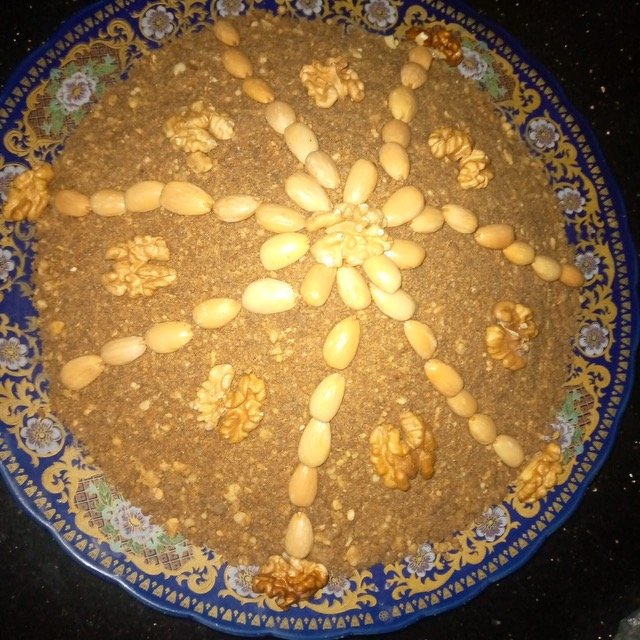
سلو مغربي مُزين بالجوز والفول السوداني.

سلو (سْلُّو) أو «السَفُّوفْ أو التَّقَاوْت» حلوى مغربية، تعد من أشهر الحلويات في المطبخ المغربي، تحضر في المناسبات الكبرى مثل شهر رمضان والأفراح والأعياد. تبدو كعجين رقيق، مكوّن أساساً من مزيج الطحين المُحمص واللوز والسمسم وسكر وزبدة. يختلف تحضيرها من منطقة لأخرى ويتم إعدادها خاصة في رمضان إذ لا يخلو أي منزل مغربي منها. يشبه السْفْوف والتْقَأوْت، لكن تحضير السفوف يختلف عن تحضير السلو. كما يختلف السلو عن الزميطة المغربية والتقنتة الوجدية.
ومن أهم مميزات "سلو" أنه يُحفظ لمدة طويلة في ظروف عادية، دون أن يطرأ على نكهته أي تغيير أو تنقص جودته الغذائية، مما يشجع العائلات المغربية على إعداد كميات كبيرة ليدوم طوال شهر الصيام.

## تاريخ
حسب ما جاء في كتاب المؤرخ والجغرافي أبو عَبد الله الإدريسي الذي عاش في القرن الثاني عشر، في كتابه «نزهة المشتاق في اختراق الآفاق»، أنها تسمى بلسان الأمازيغ آسلو، والذي وصف فيه هذه الأكلة وصفا دقيقا لدى الأمازيغ الصنهاجيين المغاربة الذين أسسوا إمبراطورية المرابطين، موردا أن هذه الأكلة الأمازيغية عجيبة ومغذية وأن كفا منها مع اللبن يغني المرء عن الطعام مدة يوم كامل ووصفها بالطعام الشهي.
والظاهر من خلال وصفه أن طريقة تحضير سلو آنذاك لا تختلف كثيرا عن طريقة تحضيره اليوم. سوى ببعض الإضافات المعاصرة من باب التطوير والتنويع لا غير.
كما يعد أصل كلمة سلو إلى اللغة الأمازيغية و الكلمة مشتقة من الفعل الأمازيغي (إسّْـلي issli) والذي يعني تحميص الشيء و قليه على النار، ومنه تحميص اللوز. هناك نوع من الدقيق لدى الأمازيغي يسمى (أكورن إيسلين) بمعنى الدقيق المحمر أو الدقيق المحمص. ومن هنا أشتق اسم أكلة سلو.

## المقادير
- كيلوغرام دقيق أبيض ممتاز محمر
- كيلوغرام سمسم محمر
- كيلوغرام لوز مقشر ومقلي ومهرمش
- 250 غ نافع
- 250 غ حبة حلاوة
- قليل من الملح
- ملعقة كبيرة من القرفة
- 500 غرام زبدة مذابة
- قليل من جوزة الطيب
- قليل من المسكة الحرة (مستكة)
- 250 غ عسل

## طريقة التحضير
كمعظم الحلويات المغربية تشترك العائلة في تحضير كم كبير من سلو، ليدوم طوال شهر رمضان، خاصة وأن سلو يدوم لمدة طويلة في ظروف عادية. يُقلى اللوز أو الفول السوداني بعد سلقه ويُزال قشرته ويُحتَفَظ ببعض منه للتزيين وتحمير الدقيق والسمسم (المسمى زنجلان في المغرب أو جلجلان..) في الفرن إلى أن يأخذ الدقيق لونا ذهبيا يميل للبني. يطحن اللوز والفول السوداني والسمسم والنافع وحبة حلاوة ويوضع في صحن كبير ليخلط بالمكونات الأخرى، الدقيق المحمر وحبات السمسم والقرفة وقليل من المسكة الحرة. تدق المسكة الحرة مع النافع ويستعمل سكر الصقيل للتزيين. يخلط هذا المزيج جيدا ويضاف إليه الزيت والزبدة والعسل رويدا رويدا إلى أن يمتص الخليط الزبدة. لكن طرق التحضير تختلف من أسرة لأخرى ومن منطقة لأخرى.

## التقديم
يمكن تقديم سلو في صحن كبير وتزيينه باللوز والجوز الهندي والسكر. كثيرا ما يقدم سلو في صحون صغيرة في الحفلات مع باقي الحلويات ويستحب مرافقته بالشاي المغربي.

## وصلات خارجية
- سلو المغربي